# Ярно Култанен
Ярно Култанен (фін. Jarno Kultanen; 8 січня 1973, м. Луумякі, Фінляндія) — фінський хокеїст та тренер з 2011 фінського клубу ХК «КооКоо».

## Кар'єра
Ярно Култанен почав свою кар'єру в клубі «КооКоо», за який він виступав з 1991 по 1994 роки. Після цього захисник грав протягом двох років в клубі «КалПа» (Куопіо) з СМ-ліги, в команді провів 96 матчів та набрав 31 очко (9 + 22), ще чотири роки відіграв у складі гельсінського ГІФКа з яким виграв чемпіонат Фінляндії в сезоні 1997/98. Драфті НХЛ 2000 року, був обраний у шостому раунді, під 174-й номером клубом НХЛ «Бостон Брюїнс». У своєму дебютному році, (сезон 2000/01), закинув дві шайби та зробив одну передачу у 62 матчах, в наступному сезоні через травму коліна провів лише 38 ігор, в сезоні 2002/03 років, здебільшого грав за фарм-клуб «Провіденс Брюїнс» в Американській хокейній лізі, в Бостоні зіграв лише два матчі.
Втративши місце в НХЛ, Ярно повернувся в свій колишній клуб ГІФК (Гельсінкі), за який відіграв два сезони у СМ-лізі. З 2005 по 2007 роки виступав у шведському клубі Мора ІК‎ (Елітсерія), де був капітаном команди в сезоні 2006/07. Після року проведеного в «Седертельє» Култанен завершив кар'єру гравця в своєму рідному клубі «КооКоо» у другому дивізіону. 
У сезоні 2010/11 розпочав кар'єру тренера в своєму рідному клубі, де тренував команду «КооКоо» (U-20). В наступному сезон, призначений помічником головного тренера.

## Нагороди та досягнення
- 1998 Чемпіон Фінляндії у складі ГІФКа (Гельсінкі).
- 2006 В команді «Усіх зірок» Кубка Шпенглера.